# Karl Gelbke
Karl Hermann Gelbke (geboren am 9. Juli 1899 in Rochlitz; gestorben am 29. Januar 1965 in Leipzig) war ein deutscher Arzt.

## Leben
Karl Gelbke wurde als Sohn des Arztes Fritz Gelbke in Rochlitz geboren. Seine Schulzeit wurde durch seine Teilnahme am Ersten Weltkrieg unterbrochen. Seine Kriegserlebnisse hatten ihn geprägt. 1919 machte er seine Reifeprüfung. Ab 1919 studierte er Medizin in Jena, Greifswald und Leipzig. Dort promovierte er 1926 zum Dr. med. Er praktizierte als Kassenarzt in Leipzig und trat 1927 der KPD bei. Gelbke war auch in der Roten Hilfe, dem Arbeiter-Samariter-Bund und der Marxistischen Abendschule (MASCH) aktiv. Er trat in öffentlichen Versammlungen gegen den § 218 auf. Die junge Gerda Taro wurde durch den „roten Arzt“ stark beeinflusst.  Gelbke und seine jüdische Ehefrau Dina arbeiteten eng mit den Widerstandskämpfern der Gruppe Georg Schumann–Otto Engert–Kurt Kresse zusammen. Er unterstützte den Dominikanerpater Aurelius Arkenau, der über 100 Verfolgten in der NS-Zeit das Leben rettete. Im Wohnhaus von Karl Gelbke in Leipzig-Gohlis machte die Gestapo mehrere Haussuchungen, ohne dass sie dabei erfolgreich waren.
1945 wurde er Amtsarzt und sorgte für die Bekämpfung der Tbc in Leipzig.
Der 1. Deutsche Volksrat konstituierte sich auf dem 2. Volkskongress, der am 17. und 18. März 1948 in Berlin stattfand. Von den Delegierten des Kongresses wurden 400 Abgeordnete für das Gremium gewählt – darunter 100 aus den Westzonen.  Am 30. Mai 1949 wurde er durch den 2. Deutschen Volksrat abgelöst. Karl Gelbke gehörte dem 1. Volksrat an.
Er wurde Ministerialrat für das Gesundheitswesen im Land Sachsen. Hier machte er sich um die Einrichtung von Polikliniken verdient. 1952 wurde er mit der Wahrnehmung einer Professur mit Lehrstuhl für Sozialhygiene an der Karl-Marx-Universität Leipzig beauftragt. Er gründete das „Institut für Sozialhygiene“, das er bis 1959 leitete.
Er war Mitglied des Rates der Stadt Leipzig und Abgeordneter des Bezirkstages Leipzig.
Von 1950 bis 1958 war er Leiter des Medizinischen Dienstes der KVP und 1955 in gleicher Funktion der NVA. Eine vom Ministerium für das Hoch- und Fachschulwesen der DDR beabsichtigte Umwandlung der Medizinischen Fakultät Greifswald in eine Militärmedizinische Akademie konnte 1955 durch einen Studentenstreik abgewendet werden. Der Staatssekretär Gerhard Harig und Gelbke erklärten der Universität, dass die Einrichtung einer Militärmedizinischen Sektion hinzunehmen sei. Im Juli 1958 schied er als Oberst i. R. aus dem Dienst der NVA aus.
In den 1960er Jahren war er Ärztlicher Direktor der Kliniken der Medizinischen Fakultät in Leipzig. Im September 1964 wurde er emeritiert. Auf dem Weg zur Universität erlag er am 27. Januar 1965 einem Herzinfarkt. Gelbke wurde auf dem Leipziger Südfriedhof bestattet.

## Ehrungen
- 1949 Aktivist der sozialistischen Arbeit[9]
- 1959 Vaterländischer Verdienstorden in Silber
- 1958 Fachschule für Gesundheits- und Sozialwesens Prof. Dr. Karl Gelbke in Potsdam
- 1961 Obersanitätsrat
- 1968–2001 Gelbkestraße, Leipzig (Umbenannt 2001 in „Kippenbergstraße“)[10]
- Medaille für Kämpfer gegen den Faschismus 1933 bis 1945[11]
- 1974 Medizinische Fachschule „Prof. Dr. Karl Gelbke“ am Krankenhaus Eisenhüttenstadt.[12]
- ca. ab 1980 „Karl-Gelbke-Medaille“ verliehen vom Koordinierungsrat der medizinisch-wissenschaftlichen Gesellschaften der DDR
- Dr.-Karl-Gelbke-Straße in Plauen
- „Dr. Karl Gelbke-Preis für Medizin der Stadt Leipzig“[13][14]

## Veröffentlichungen
- Zur Statistik der operativen Behandlung von Adnextumoren aus dem Material der Leipziger Universitätsfrauenklinik während der Jahre 1922–1923. Oldecop, Oschatz 1926. (Leipzig, Univ., Diss., 1926)
- Die staatliche Gesundheitspolitik der Deutschen Demokratischen Republik und die Medizinische Fakultät der Karl-Marx-Universität. In: Festschrift zur 550-Jahr-Feier der Karl-Marx-Universität Leipzig. Redaktion: Josef Schleifstein u. a. Hrsg. von Rektor und Senat der Karl-Marx-Universität. Karl-Marx-Universität, Leipzig 1959, S. 153–160.

## Archivalien
- Bundesarchiv: Protokolle des Sekretariats des ZK der SED Signatur DY 30J IV 2/3/494 Sekretariat. Sitzungen November 1955. Protokoll Nr. 45/55. Sitzung am 9. November 1955
- Landesarchiv Berlin Signatur C Rep. 118-01 Referat Verfolgte des Naziregimes (VdN)
- Bundesarchiv. Signatur DY 55/V 241/7/34 Illegale Leipziger Parteiorganisation der KPD (Schumann–Engert–Kresse) 1939-1945
- Sächsisches Staatsarchiv Leipzig. Signatur 21624 Nachlass Karl Gelbke